# Октибиха (окръг, Мисисипи)
Окръг Октибиха (на английски: Oktibbeha County) е окръг в щата Мисисипи, Съединени американски щати. Площта му е 1197 km², а населението - 42 902 души (2000). Административен център е град Старквил.